# گاومرغ قهوه‌ای‌برنزه
گاومرغ قهوه‌ای‌برنزه گونه‌ای از پرندگان خانواده سیاه‌پره‌ایان است. مدتها تصور می‌شد که این یک جمعیت جداشده از گاومرغ برنزه است. از آنجایی که تنها در یک نوار ساحلی باریک در شمال غربی کلمبیا یافت می‌شود، اتحادیه بین‌المللی حفاظت از طبیعت آن را آسیب‌پذیر می‌داند.